# 哈卡萊阿帕
哈卡萊阿帕（西班牙語：Jacaleapa），是洪都拉斯的城鎮，位於該國南部，由埃爾帕拉伊索省負責管轄，始建於1869年，面積122.75平方公里，海拔高度860米，2001年人口3,259，人口密度每平方公里26.55人。
14°1′0″N 86°40′0″W / 14.01667°N 86.66667°W